# Hybris (Album)
Hybris ist das Debütalbum der schwedischen Progressive Rockband Änglagård. Es erschien zum ersten Mal im Jahre 1992. Im Jahr 2000 wurde es noch einmal direkt beim Label wiederveröffentlicht (re-release).
Hybris gilt als eines der ersten und auch prägendsten Alben des RetroProgs. Es zeichnet sich neben den Kompositionen auch durch seinen Sound aus, der an den Progrock der 1970er Jahre erinnert, ohne diesen aber „blind“ zu kopieren. Eine Besonderheit ist der schwedische Gesang.

## Titelliste
1. Jordrök – 11:11
2. Vandringar i Vilsenhet – 11:57
3. Ifrån klarhet till klarhet – 8:09
4. Kung Bore – 12:57
5. Gånglåt från knapptibble – 7:19 (Bonustrack auf der Remastered-Version)

## Besetzung
- Anna Holmgren – Flöte
- Tord Lindman – Gitarre, Gesang
- Jonas Engdegard – Gitarre
- Thomas Jonson – Keyboard, Mellotron, Hammond-Orgel
- Johan Högberg – Bass
- Mattias Olsson – Schlagzeug